# Copa do Mundo FIFA de 2018 – Fase final
A Fase final da Copa do Mundo FIFA de 2018 teve quatro fases principais. No total, foram disputados 16 jogos até o dia 15 de julho, quando ocorreu a partida final. Dezesseis das trinta e duas seleções se qualificaram para disputar as partidas no formato eliminatório em partida única. Houve, ainda, a possibilidade de uma prorrogação de 30 minutos além do tempo regulamentar de jogo caso houvesse igualdade no placar ao fim deste tempo. Se a meia hora extra não fosse suficiente para que o vencedor seja definido, uma disputa por pênaltis decidiu o classificado para a próxima fase.

## Seleções classificadas
Os dois melhores de cada grupo avançaram para a fase final.
| Grupo | Primeiro colocado | Segundo colocado |
| ----- | ----------------- | ---------------- |
| A     | Uruguai           | Rússia           |
| B     | Espanha           | Portugal         |
| C     | França            | Dinamarca        |
| D     | Croácia           | Argentina        |
| E     | Brasil            | Suíça            |
| F     | Suécia            | México           |
| G     | Bélgica           | Inglaterra       |
| H     | Colômbia          | Japão            |

## Tabela
|  | Oitavas de final               | Oitavas de final    |                                 |       | Quartas de final | Quartas de final |                               |                               | Semifinais | Semifinais |  |  | Final | Final |
|  |                                |                     |                                 |       |                  |                  |                               |                               |            |            |  |  |       |       |
|  | 30 de junho – Sóchi            |                     |                                 |       |                  |                  |                               |                               |            |            |  |  |       |       |
|  |                                |                     |                                 |       |                  |                  |                               |                               |            |            |  |  |       |       |
|  | Uruguai                        | 2                   |                                 |       |                  |                  |                               |                               |            |            |  |  |       |       |
|  | Uruguai                        | 2                   | 6 de julho – Níjni Novgorod     |       |                  |                  |                               |                               |            |            |  |  |       |       |
|  | Portugal                       | 1                   |                                 |       |                  |                  |                               |                               |            |            |  |  |       |       |
|  | Portugal                       | 1                   | Uruguai                         | 0     |                  |                  |                               |                               |            |            |  |  |       |       |
|  | 30 de junho – Cazã             |                     | Uruguai                         | 0     |                  |                  |                               |                               |            |            |  |  |       |       |
|  |                                | França              | 2                               |       |                  |                  |                               |                               |            |            |  |  |       |       |
|  | França                         | França              | 2                               | 4     |                  |                  |                               |                               |            |            |  |  |       |       |
|  | França                         |                     | 10 de julho – São Petersburgo   | 4     |                  |                  |                               |                               |            |            |  |  |       |       |
|  | Argentina                      | 3                   |                                 |       |                  |                  |                               |                               |            |            |  |  |       |       |
|  | Argentina                      | 3                   | França                          | 1     |                  |                  |                               |                               |            |            |  |  |       |       |
|  | 2 de julho – Samara            |                     | França                          | 1     |                  |                  |                               |                               |            |            |  |  |       |       |
|  |                                | Bélgica             | 0                               |       |                  |                  |                               |                               |            |            |  |  |       |       |
|  | Brasil                         | Bélgica             | 0                               | 2     |                  |                  |                               |                               |            |            |  |  |       |       |
|  | Brasil                         | 6 de julho – Cazã   |                                 | 2     |                  |                  |                               |                               |            |            |  |  |       |       |
|  | México                         | 0                   |                                 |       |                  |                  |                               |                               |            |            |  |  |       |       |
|  | México                         | 0                   | Brasil                          | 1     |                  |                  |                               |                               |            |            |  |  |       |       |
|  | 2 de julho – Rostov do Don     |                     | Brasil                          | 1     |                  |                  |                               |                               |            |            |  |  |       |       |
|  |                                | Bélgica             | 2                               |       |                  |                  |                               |                               |            |            |  |  |       |       |
|  | Bélgica                        | Bélgica             | 2                               | 3     |                  |                  |                               |                               |            |            |  |  |       |       |
|  | Bélgica                        |                     | 15 de julho – Moscou (Luzhniki) | 3     |                  |                  |                               |                               |            |            |  |  |       |       |
|  | Japão                          | 2                   |                                 |       |                  |                  |                               |                               |            |            |  |  |       |       |
|  | Japão                          | 2                   | França                          | 4     |                  |                  |                               |                               |            |            |  |  |       |       |
|  | 1 de julho – Moscou (Luzhniki) |                     | França                          | 4     |                  |                  |                               |                               |            |            |  |  |       |       |
|  |                                | Croácia             | 2                               |       |                  |                  |                               |                               |            |            |  |  |       |       |
|  | Espanha                        | Croácia             | 2                               | 1 (3) |                  |                  |                               |                               |            |            |  |  |       |       |
|  | Espanha                        | 7 de julho – Sóchi  |                                 | 1 (3) |                  |                  |                               |                               |            |            |  |  |       |       |
|  | Rússia (pen)                   | 1 (4)               |                                 |       |                  |                  |                               |                               |            |            |  |  |       |       |
|  | Rússia (pen)                   | 1 (4)               | Rússia                          | 2 (3) |                  |                  |                               |                               |            |            |  |  |       |       |
|  | 1 de julho – Níjni Novgorod    |                     | Rússia                          | 2 (3) |                  |                  |                               |                               |            |            |  |  |       |       |
|  |                                | Croácia (pen)       | 2 (4)                           |       |                  |                  |                               |                               |            |            |  |  |       |       |
|  | Croácia (pen)                  | Croácia (pen)       | 2 (4)                           | 1 (3) |                  |                  |                               |                               |            |            |  |  |       |       |
|  | Croácia (pen)                  |                     | 11 de julho – Moscou (Luzhniki) | 1 (3) |                  |                  |                               |                               |            |            |  |  |       |       |
|  | Dinamarca                      | 1 (2)               |                                 |       |                  |                  |                               |                               |            |            |  |  |       |       |
|  | Dinamarca                      | 1 (2)               | Croácia (pro)                   | 2     |                  |                  |                               |                               |            |            |  |  |       |       |
|  | 3 de julho – São Petersburgo   |                     | Croácia (pro)                   | 2     |                  |                  |                               |                               |            |            |  |  |       |       |
|  |                                | Inglaterra          | 1                               |       | Terceiro lugar   | Terceiro lugar   |                               |                               |            |            |  |  |       |       |
|  | Suécia                         | Inglaterra          | 1                               | 1     | Terceiro lugar   | Terceiro lugar   |                               |                               |            |            |  |  |       |       |
|  | Suécia                         | 7 de julho – Samara | 7 de julho – Samara             | 1     |                  |                  | 14 de julho – São Petersburgo | 14 de julho – São Petersburgo |            |            |  |  |       |       |
|  | Suíça                          | 7 de julho – Samara | 7 de julho – Samara             | 0     |                  |                  | 14 de julho – São Petersburgo | 14 de julho – São Petersburgo |            |            |  |  |       |       |
|  | Suíça                          | Suécia              | 0                               | 0     | Bélgica          | 2                |                               |                               |            |            |  |  |       |       |
|  | 3 de julho – Moscou (Spartak)  | Suécia              | 0                               |       | Bélgica          | 2                |                               |                               |            |            |  |  |       |       |
|  |                                | Inglaterra          | 2                               |       | Inglaterra       | 0                |                               |                               |            |            |  |  |       |       |
|  | Colômbia                       | Inglaterra          | 2                               | 1 (3) | Inglaterra       | 0                |                               |                               |            |            |  |  |       |       |
|  | Colômbia                       |                     |                                 | 1 (3) |                  |                  |                               |                               |            |            |  |  |       |       |
|  | Inglaterra (pen)               | 1 (4)               |                                 |       |                  |                  |                               |                               |            |            |  |  |       |       |
|  | Inglaterra (pen)               | 1 (4)               |                                 |       |                  |                  |                               |                               |            |            |  |  |       |       |

## Encontros anteriores em Copas do Mundo

### Oitavas de final
- França x Argentina:
  - 1930, fase de grupos: Argentina 1–0 França
  - 1978, fase de grupos: Argentina 2–1 França
- Uruguai x Portugal: Nenhum encontro
- Espanha x Rússia: Nenhum encontro
- Croácia x Dinamarca: Nenhum encontro
- Brasil x México:
  - 1950, fase de grupos: Brasil 4–0 México
  - 1954, fase de grupos: Brasil 5–0 México
  - 1962, fase de grupos: Brasil 2–0 México
  - 2014, fase de grupos: Brasil 0–0 México
- Bélgica x Japão:
  - 2002, fase de grupos: Bélgica 2–2 Japão
- Suécia x Suíça: Nenhum encontro
- Colômbia x Inglaterra:
  - 1998, fase de grupos: Colômbia 0–2 Inglaterra

### Quartas de final
- Uruguai x França:
  - 1966, fase de grupos: Uruguai 2–1 França
  - 2002, fase de grupos: França 0–0 Uruguai
  - 2010, fase de grupos: Uruguai 0–0 França
- Brasil x Bélgica:
  - 2002, oitavas de final: Brasil 2–0 Bélgica
- Suécia x Inglaterra:
  - 2002, fase de grupos: Inglaterra 1–1 Suécia
  - 2006, fase de grupos: Suécia 2–2 Inglaterra
- Rússia x Croácia: Nenhum encontro

### Semifinais
- França x Bélgica:
  - 1938, oitavas de final: França 3–1 Bélgica
  - 1986, disputa pelo 3º lugar: Bélgica 2–4 França
- Croácia x Inglaterra: Nenhum encontro

### Disputa pelo terceiro lugar
- Bélgica x Inglaterra:
  - 1954, fase de grupos: Bélgica 4–4 Inglaterra
  - 1990, oitavas de final: Bélgica 0–1 Inglaterra
  - 2018, fase de grupos: Inglaterra 0–1 Bélgica

### Final
- França x Croácia:
  - 1998, semifinais: França 2–1 Croácia

## Oitavas de final

### França vs. Argentina
| 30 de junho   | França                                             | 4 – 3     | Argentina                                 | Arena Kazan, Cazã                            |
| 17:00 (UTC+3) | Griezmann 13' (pen) · Pavard 57' · Mbappé 64', 68' | Relatório | Di María 41' · Mercado 48' · Agüero 90+3' | Público: 42 873 Árbitro: IRN Alireza Faghani |

| França | Argentina |

| G                | 1  | Hugo Lloris       |       |     |
| LD               | 2  | Benjamin Pavard   | 73'   |     |
| Z                | 4  | Raphaël Varane    |       |     |
| Z                | 5  | Samuel Umtiti     |       |     |
| LE               | 21 | Lucas Hernández   |       |     |
| M                | 13 | N'Golo Kanté      |       |     |
| M                | 6  | Paul Pogba        |       |     |
| M                | 7  | Antoine Griezmann |       | 83' |
| A                | 10 | Kylian Mbappé     |       | 89' |
| A                | 14 | Blaise Matuidi    | 72'   | 75' |
| A                | 9  | Olivier Giroud    | 90+3' |     |
| Substituições:   |    |                   |       |     |
| M                | 12 | Corentin Tolisso  |       | 75' |
| M                | 18 | Nabil Fekir       |       | 83' |
| M                | 20 | Florian Thauvin   |       | 89' |
| Treinador:       |    |                   |       |     |
| Didier Deschamps |    |                   |       |     |

| G              | 12 | Franco Armani      |       |     |
| LD             | 2  | Gabriel Mercado    |       |     |
| Z              | 17 | Nicolás Otamendi   | 90+3' |     |
| Z              | 16 | Marcos Rojo        | 11'   | 46' |
| LE             | 3  | Nicolás Tagliafico | 19'   |     |
| M              | 15 | Enzo Pérez         |       | 66' |
| M              | 14 | Javier Mascherano  | 43'   |     |
| M              | 7  | Éver Banega        | 50'   |     |
| A              | 22 | Cristian Pavón     |       | 75' |
| A              | 10 | Lionel Messi       |       |     |
| A              | 11 | Ángel Di María     |       |     |
| Substituições: |    |                    |       |     |
| Z              | 6  | Federico Fazio     |       | 46' |
| M              | 19 | Sergio Agüero      |       | 66' |
| M              | 13 | Maximiliano Meza   |       | 75' |
| Treinador:     |    |                    |       |     |
| Jorge Sampaoli |    |                    |       |     |

| Homem do Jogo: Kylian Mbappé Bandeirinhas: Reza Sokhandan Mohammadreza Mansouri Quarto árbitro: Julio Bascuñán Quinto árbitro: Christian Schiemann Árbitro assistente de vídeo: Massimiliano Irrati Árbitros assistentes de árbitro de vídeo: Paweł Gil Carlos Astroza Paolo Valeri |

### Uruguai vs. Portugal
| 30 de junho   | Uruguai        | 2 – 1     | Portugal | Estádio Olímpico de Fisht, Sóchi         |
| 21:00 (UTC+3) | Cavani 7', 62' | Relatório | Pepe 55' | Público: 44 287 Árbitro: MEX César Ramos |

| Uruguai | Portugal |

| G              | 1  | Fernando Muslera   |  |     |
| LD             | 22 | Martín Cáceres     |  |     |
| Z              | 2  | José Giménez       |  |     |
| Z              | 3  | Diego Godín        |  |     |
| LE             | 17 | Diego Laxalt       |  |     |
| M              | 8  | Nahitan Nández     |  | 81' |
| M              | 14 | Lucas Torreira     |  |     |
| M              | 15 | Matías Vecino      |  |     |
| M              | 6  | Rodrigo Bentancur  |  | 63' |
| A              | 9  | Luis Suárez        |  |     |
| A              | 21 | Edinson Cavani     |  | 74' |
| Substituições: |    |                    |  |     |
| M              | 7  | Cristian Rodríguez |  | 63' |
| A              | 11 | Cristhian Stuani   |  | 74' |
| M              | 5  | Carlos Sánchez     |  | 81' |
| Treinador:     |    |                    |  |     |
| Óscar Tabárez  |    |                    |  |     |

| G               | 1  | Rui Patrício      |       |     |
| LD              | 15 | Ricardo Pereira   |       |     |
| Z               | 3  | Pepe              |       |     |
| Z               | 6  | José Fonte        |       |     |
| LE              | 5  | Raphaël Guerreiro |       |     |
| M               | 11 | Bernardo Silva    |       |     |
| M               | 14 | William Carvalho  |       |     |
| M               | 23 | Adrien Silva      |       | 65' |
| M               | 10 | João Mário        |       | 84' |
| A               | 17 | Gonçalo Guedes    |       | 74' |
| A               | 7  | Cristiano Ronaldo | 90+3' |     |
| Substituições:  |    |                   |       |     |
| A               | 20 | Ricardo Quaresma  |       | 65' |
| A               | 9  | André Silva       |       | 74' |
| M               | 4  | Manuel Fernandes  |       | 84' |
| Treinador:      |    |                   |       |     |
| Fernando Santos |    |                   |       |     |

| Homem do Jogo: Edinson Cavani Bandeirinhas: Marvin Torrentera Miguel Hernández Quarto árbitro: Jair Marrufo Quinto árbitro: Corey Rockwell Árbitro assistente de vídeo: Mark Geiger Árbitros assistentes de árbitro de vídeo: Bastian Dankert Joe Fletcher Danny Makkelie |

### Espanha vs. Rússia
| 1 de julho    | Espanha                | 1 – 1 (pro) | Rússia           | Estádio Lujniki, Moscou                    |
| 17:00 (UTC+3) | Ignashevich 12' (g.c.) | Relatório   | Dzyuba 41' (pen) | Público: 78 011 Árbitro: NED Björn Kuipers |

|                                       |       | Penalidades                          |  |
| Iniesta Piqué Koke Sergio Ramos Aspas | 3 – 4 | Smolov Ignashevich Golovin Cheryshev |  |

| Espanha | Rússia |

| G               | 1  | David de Gea    |     |      |
| LD              | 4  | Nacho           |     | 70'  |
| Z               | 3  | Gerard Piqué    | 40' |      |
| Z               | 15 | Sergio Ramos    |     |      |
| LE              | 18 | Jordi Alba      |     |      |
| V               | 8  | Koke            |     |      |
| V               | 5  | Sergio Busquets |     |      |
| M               | 21 | David Silva     |     | 67'  |
| M               | 22 | Isco            |     |      |
| M               | 20 | Marco Asensio   |     | 104' |
| A               | 19 | Diego Costa     |     | 80'  |
| Substituições:  |    |                 |     |      |
| M               | 6  | Andrés Iniesta  |     | 67'  |
| Z               | 2  | Daniel Carvajal |     | 70'  |
| A               | 17 | Iago Aspas      |     | 80'  |
| A               | 9  | Rodrigo         |     | 104' |
| Treinador:      |    |                 |     |      |
| Fernando Hierro |    |                 |     |      |

| G                    | 1  | Igor Akinfeev      |     |     |
| Z                    | 4  | Sergey Ignashevich |     |     |
| Z                    | 3  | Ilya Kutepov       | 54' |     |
| Z                    | 13 | Fyodor Kudryashov  |     |     |
| LD                   | 2  | Mário Fernandes    |     |     |
| LE                   | 18 | Yuri Zhirkov       |     | 46' |
| M                    | 19 | Aleksandr Samedov  |     | 61' |
| M                    | 11 | Roman Zobnin       | 71' |     |
| M                    | 7  | Daler Kuzyayev     |     | 97' |
| A                    | 22 | Artem Dzyuba       |     | 65' |
| A                    | 17 | Aleksandr Golovin  |     |     |
| Substituições:       |    |                    |     |     |
| Z                    | 14 | Vladimir Granat    |     | 46' |
| M                    | 6  | Denis Cheryshev    |     | 61' |
| A                    | 10 | Fyodor Smolov      |     | 65' |
| M                    | 21 | Aleksandr Erokhin  |     | 97' |
| Treinador:           |    |                    |     |     |
| Stanislav Cherchesov |    |                    |     |     |

| Homem do Jogo: Igor Akinfeev Bandeirinhas: Sander van Roekel Erwin Zeinstra Quarto árbitro: Clément Turpin Quinto árbitro: Nicolas Danos Árbitro assistente de vídeo: Danny Makkelie Árbitros assistentes de árbitro de vídeo: Paweł Gil Mark Borsch Felix Zwayer |

### Croácia vs. Dinamarca
| 1 de julho    | Croácia      | 1 – 1 (pro) | Dinamarca       | Estádio de Níjni Novgorod, Nijni Novgorod  |
| 21:00 (UTC+3) | Mandžukić 4' | Relatório   | M. Jørgensen 1' | Público: 40 851 Árbitro: ARG Néstor Pitana |

|                                        |       | Penalidades                                  |  |
| Badelj Kramarić Modrić Pivarić Rakitić | 3 – 2 | Eriksen Kjær Krohn-Dehli Schöne N. Jørgensen |  |

| Croácia | Dinamarca |

| G              | 23 | Danijel Subašić  |  |      |
| LD             | 2  | Šime Vrsaljko    |  |      |
| Z              | 6  | Dejan Lovren     |  |      |
| Z              | 21 | Domagoj Vida     |  |      |
| LE             | 3  | Ivan Strinić     |  | 81'  |
| V              | 7  | Ivan Rakitić     |  |      |
| V              | 11 | Marcelo Brozović |  | 71'  |
| M              | 18 | Ante Rebić       |  |      |
| M              | 10 | Luka Modrić      |  |      |
| M              | 4  | Ivan Perišić     |  | 97'  |
| A              | 17 | Mario Mandžukić  |  | 108' |
| Substituições: |    |                  |  |      |
| M              | 8  | Mateo Kovačić    |  | 71'  |
| Z              | 22 | Josip Pivarić    |  | 81'  |
| A              | 9  | Andrej Kramarić  |  | 97'  |
| M              | 19 | Milan Badelj     |  | 108' |
| Treinador:     |    |                  |  |      |
| Zlatko Dalić   |    |                  |  |      |

| G              | 1  | Kasper Schmeichel   |      |      |
| LD             | 5  | Jonas Knudsen       |      |      |
| Z              | 4  | Simon Kjær          |      |      |
| Z              | 13 | Mathias Jørgensen   | 115' |      |
| LE             | 14 | Henrik Dalsgaard    |      |      |
| M              | 6  | Andreas Christensen |      | 46'  |
| M              | 8  | Thomas Delaney      |      | 98'  |
| M              | 10 | Christian Eriksen   |      |      |
| PD             | 20 | Yussuf Poulsen      |      |      |
| A              | 21 | Andreas Cornelius   |      | 66'  |
| PE             | 11 | Martin Braithwaite  |      | 106' |
| Substituições: |    |                     |      |      |
| M              | 19 | Lasse Schöne        |      | 46'  |
| A              | 9  | Nicolai Jørgensen   |      | 66'  |
| M              | 2  | Michael Krohn-Dehli |      | 98'  |
| A              | 23 | Pione Sisto         |      | 106' |
| Treinador:     |    |                     |      |      |
| Åge Hareide    |    |                     |      |      |

| Homem do Jogo: Kasper Schmeichel Bandeirinhas: Hernán Maidana Juan Pablo Bellati Quatro árbitro: Enrique Cáceres Quinto árbitro: Eduardo Cardozo Árbitro assistente de vídeo: Mauro Vigliano Árbitros assistentes de árbitro de vídeo: Gery Vargas Roberto Díaz Pérez Daniele Orsato |

### Brasil vs. México
| 2 de julho    | Brasil                   | 2 – 0     | México | Estádio de Samara, Samara                    |
| 18:00 (UTC+4) | Neymar 51' · Firmino 88' | Relatório |        | Público: 41 970 Árbitro: ITA Gianluca Rocchi |

| Brasil | México |

| G              | 1  | Alisson           |     |       |
| LD             | 22 | Fagner            |     |       |
| Z              | 2  | Thiago Silva      |     |       |
| Z              | 3  | Miranda           |     |       |
| LE             | 6  | Filipe Luís       | 43' |       |
| V              | 15 | Paulinho          |     | 80'   |
| V              | 5  | Casemiro          | 59' |       |
| M              | 19 | Willian           |     | 90+1' |
| M              | 11 | Philippe Coutinho |     | 86'   |
| M              | 10 | Neymar            |     |       |
| A              | 9  | Gabriel Jesus     |     |       |
| Substituições: |    |                   |     |       |
| M              | 17 | Fernandinho       |     | 80'   |
| A              | 20 | Roberto Firmino   |     | 86'   |
| Z              | 13 | Marquinhos        |     | 90+1' |
| Treinador:     |    |                   |     |       |
| Tite           |    |                   |     |       |

| G                  | 13 | Guillermo Ochoa     |       |     |
| LD                 | 21 | Edson Álvarez       | 38'   | 55' |
| Z                  | 2  | Hugo Ayala          |       |     |
| Z                  | 3  | Carlos Salcedo      | 77'   |     |
| LE                 | 23 | Jesús Gallardo      |       |     |
| M                  | 16 | Héctor Herrera      | 55'   |     |
| M                  | 4  | Rafael Márquez      |       | 46' |
| M                  | 18 | Andrés Guardado     | 90+2' |     |
| PD                 | 11 | Carlos Vela         |       |     |
| A                  | 14 | Javier Hernández    |       | 60' |
| PE                 | 22 | Hirving Lozano      |       |     |
| Substituições:     |    |                     |       |     |
| M                  | 7  | Miguel Layún        |       | 46' |
| M                  | 6  | Jonathan dos Santos |       | 55' |
| A                  | 9  | Raúl Jiménez        |       | 60' |
| Treinador:         |    |                     |       |     |
| Juan Carlos Osorio |    |                     |       |     |

| Homem do Jogo: Neymar Bandeirinhas: Elenito Di Liberatore Mauro Tonolini Quarto árbitro: Antonio Mateu Lahoz Quinto árbitro: Pau Cebrián Devís Árbitro assistente de vídeo: Massimiliano Irrati Árbitros assistentes de árbitro de vídeo: Paweł Gil Carlos Astroza Daniele Orsato |

### Bélgica vs. Japão
| 2 de julho    | Bélgica                                      | 3 – 2     | Japão                    | Arena Rostov, Rostóvia do Dom                |
| 21:00 (UTC+3) | Vertonghen 69' · Fellaini 74' · Chadli 90+4' | Relatório | Haraguchi 48' · Inui 52' | Público: 41 466 Árbitro: SEN Malang Diedhiou |

| Bélgica | Japão |

| G                | 1  | Thibaut Courtois  |  |     |
| Z                | 2  | Toby Alderweireld |  |     |
| Z                | 4  | Vincent Kompany   |  |     |
| Z                | 5  | Jan Vertonghen    |  |     |
| M                | 15 | Thomas Meunier    |  |     |
| V                | 7  | Kevin De Bruyne   |  |     |
| V                | 6  | Axel Witsel       |  |     |
| M                | 11 | Yannick Carrasco  |  | 65' |
| A                | 14 | Dries Mertens     |  | 65' |
| A                | 9  | Romelu Lukaku     |  |     |
| A                | 10 | Eden Hazard       |  |     |
| Substituições:   |    |                   |  |     |
| M                | 8  | Marouane Fellaini |  | 65' |
| M                | 22 | Nacer Chadli      |  | 65' |
| Treinador:       |    |                   |  |     |
| Roberto Martínez |    |                   |  |     |

| G              | 1  | Eiji Kawashima   |     |     |
| LD             | 19 | Hiroki Sakai     |     |     |
| Z              | 22 | Maya Yoshida     |     |     |
| Z              | 3  | Gen Shoji        |     |     |
| LE             | 5  | Yuto Nagatomo    |     |     |
| V              | 17 | Makoto Hasebe    |     |     |
| V              | 7  | Gaku Shibasaki   | 40' | 81' |
| M              | 8  | Genki Haraguchi  |     | 81' |
| M              | 10 | Shinji Kagawa    |     |     |
| A              | 14 | Takashi Inui     |     |     |
| A              | 15 | Yuya Osako       |     |     |
| Substituições: |    |                  |     |     |
| M              | 16 | Hotaru Yamaguchi |     | 81' |
| M              | 4  | Keisuke Honda    |     | 81' |
| Treinador:     |    |                  |     |     |
| Akira Nishino  |    |                  |     |     |

| Homem do Jogo: Eden Hazard Bandeirinhas: Djibril Camara El Hadji Samba Quarto árbitro: Bakary Gassama Quinto árbitro: Jean Claude Birumushahu Árbitro assistente de vídeo: Felix Zwayer Árbitros assistentes de árbitro de vídeo: Clément Turpin Mark Borsch Danny Makkelie |

### Suécia vs. Suíça
| 3 de julho    | Suécia       | 1 – 0     | Suíça | Estádio Krestovsky, São Petersburgo        |
| 17:00 (UTC+3) | Forsberg 66' | Relatório |       | Público: 64 042 Árbitro: SVN Damir Skomina |

| Suécia | Suíça |

| G              | 1  | Robin Olsen         |     |       |
| LD             | 2  | Mikael Lustig       | 31' | 82'   |
| Z              | 3  | Victor Lindelöf     |     |       |
| Z              | 4  | Andreas Granqvist   |     |       |
| LE             | 6  | Ludwig Augustinsson |     |       |
| M              | 17 | Viktor Claesson     |     |       |
| M              | 13 | Gustav Svensson     |     |       |
| M              | 8  | Albin Ekdal         |     |       |
| M              | 10 | Emil Forsberg       |     | 82'   |
| A              | 9  | Marcus Berg         |     | 90+1' |
| A              | 20 | Ola Toivonen        |     |       |
| Substituições: |    |                     |     |       |
| Z              | 5  | Martin Olsson       |     | 82'   |
| Z              | 16 | Emil Krafth         |     | 82'   |
| A              | 22 | Isaac Kiese Thelin  |     | 90+1' |
| Técnico:       |    |                     |     |       |
| Jan Andersson  |    |                     |     |       |

| G                 | 1  | Yann Sommer       |       |     |
| LD                | 6  | Michael Lang      | 90+4' |     |
| Z                 | 20 | Johan Djourou     |       |     |
| Z                 | 5  | Manuel Akanji     |       |     |
| LE                | 13 | Ricardo Rodríguez |       |     |
| V                 | 11 | Valon Behrami     | 61'   |     |
| V                 | 10 | Granit Xhaka      | 68'   |     |
| M                 | 23 | Xherdan Shaqiri   |       |     |
| M                 | 15 | Blerim Džemaili   |       | 73' |
| M                 | 14 | Steven Zuber      |       | 73' |
| A                 | 19 | Josip Drmić       |       |     |
| Substituições:    |    |                   |       |     |
| A                 | 7  | Breel Embolo      |       | 73' |
| A                 | 9  | Haris Seferović   |       | 73' |
| Técnico:          |    |                   |       |     |
| Vladimir Petković |    |                   |       |     |

| Homem do Jogo: Emil Forsberg Bandeirinhas: Jure Praprotnik Robert Vukan Quarto árbitro: Nawaf Shukralla Quinto árbitro: Yaser Tulefat Árbitro assistente de vídeo: Daniele Orsato Árbitros assistentes de árbitro de vídeo: Bastian Dankert Roberto Díaz Pérez Massimiliano Irrati |

### Colômbia vs. Inglaterra
| 3 de julho    | Colômbia   | 1 – 1 (pro) | Inglaterra     | Arena Otkrytie, Moscou                   |
| 21:00 (UTC+3) | Mina 90+3' | Relatório   | Kane 57' (pen) | Público: 44 190 Árbitro: USA Mark Geiger |

|                                    |       | Penalidades                           |  |
| Falcao Cuadrado Muriel Uribe Bacca | 3 – 4 | Kane Rashford Henderson Trippier Dier |  |

| Colômbia | Inglaterra |

| G              | 1  | David Ospina     |      |      |
| LD             | 4  | Santiago Arias   | 52'  | 116' |
| Z              | 13 | Yerry Mina       |      |      |
| Z              | 23 | Davinson Sánchez |      |      |
| LE             | 17 | Johan Mojica     |      |      |
| M              | 5  | Wilmar Barrios   | 41'  |      |
| M              | 6  | Carlos Sánchez   | 54'  | 79'  |
| M              | 16 | Jefferson Lerma  |      | 61'  |
| A              | 11 | Juan Cuadrado    | 118' |      |
| A              | 20 | Juan Quintero    |      | 88'  |
| A              | 9  | Falcao García    | 63'  |      |
| Substituições: |    |                  |      |      |
| A              | 7  | Carlos Bacca     | 64'  | 61'  |
| M              | 15 | Mateus Uribe     |      | 79'  |
| A              | 14 | Luis Muriel      |      | 88'  |
| Z              | 2  | Cristián Zapata  |      | 116' |
| Treinador:     |    |                  |      |      |
| José Pékerman  |    |                  |      |      |

| G                | 1  | Jordan Pickford  |     |      |
| Z                | 2  | Kyle Walker      |     | 113' |
| Z                | 5  | John Stones      |     |      |
| Z                | 6  | Harry Maguire    |     |      |
| M                | 8  | Jordan Henderson | 56' |      |
| M                | 20 | Dele Alli        |     | 81'  |
| M                | 7  | Jesse Lingard    | 69' |      |
| M                | 12 | Kieran Trippier  |     |      |
| M                | 18 | Ashley Young     |     | 102' |
| A                | 10 | Raheem Sterling  |     | 88'  |
| A                | 9  | Harry Kane       |     |      |
| Substituições:   |    |                  |     |      |
| V                | 4  | Eric Dier        |     | 81'  |
| A                | 11 | Jamie Vardy      |     | 88'  |
| LE               | 3  | Danny Rose       |     | 102' |
| A                | 19 | Marcus Rashford  |     | 113' |
| Treinador:       |    |                  |     |      |
| Gareth Southgate |    |                  |     |      |

| Homem do Jogo: Harry Kane Bandeirinhas: Joe Fletcher Frank Anderson Quarto árbitro: Matthew Conger Quinto árbitro: Tevita Makasini Árbitro assistente de vídeo: Danny Makkelie Árbitros assistentes de árbitro de vídeo: Paweł Gil Carlos Astroza Mauro Vigliano |

## Quartas de final

### Uruguai vs. França
| 6 de julho    | Uruguai | 0 – 2     | França                     | Estádio de Níjni Novgorod, Nijni Novgorod  |
| 17:00 (UTC+3) |         | Relatório | Varane 40' · Griezmann 61' | Público: 43 319 Árbitro: ARG Néstor Pitana |

| Uruguai | França |

| G              | 1  | Fernando Muslera       |     |     |
| LD             | 22 | Martín Cáceres         |     |     |
| Z              | 2  | José Giménez           |     |     |
| Z              | 3  | Diego Godín            |     |     |
| LE             | 17 | Diego Laxalt           |     |     |
| M              | 8  | Nahitan Nández         |     | 73' |
| V              | 14 | Lucas Torreira         |     |     |
| V              | 15 | Matías Vecino          |     |     |
| M              | 6  | Rodrigo Bentancur      | 38' | 59' |
| A              | 9  | Luis Suárez            |     |     |
| A              | 11 | Cristhian Stuani       |     | 59' |
| Substituições: |    |                        |     |     |
| A              | 18 | Maxi Gómez             |     | 59' |
| M              | 7  | Cristian Rodríguez     | 69' | 59' |
| A              | 20 | Jonathan Urretaviscaya |     | 73' |
| Treinador:     |    |                        |     |     |
| Óscar Tabárez  |    |                        |     |     |

| G                | 1  | Hugo Lloris       |     |       |
| LD               | 2  | Benjamin Pavard   |     |       |
| Z                | 4  | Raphaël Varane    |     |       |
| Z                | 5  | Samuel Umtiti     |     |       |
| LE               | 21 | Lucas Hernández   | 33' |       |
| V                | 6  | Paul Pogba        |     |       |
| V                | 13 | N'Golo Kanté      |     |       |
| A                | 10 | Kylian Mbappé     | 69' | 88'   |
| A                | 7  | Antoine Griezmann |     | 90+3' |
| M                | 12 | Corentin Tolisso  |     | 80'   |
| A                | 9  | Olivier Giroud    |     |       |
| Substituições:   |    |                   |     |       |
| M                | 15 | Steven Nzonzi     |     | 80'   |
| A                | 11 | Ousmane Dembélé   |     | 88'   |
| A                | 18 | Nabil Fekir       |     | 90+3' |
| Treinador:       |    |                   |     |       |
| Didier Deschamps |    |                   |     |       |

| Homem do Jogo: Antoine Griezmann Bandeirinhas: Hernán Maidana Juan Pablo Bellati Quarto árbitro: Alireza Faghani Quinto árbitro: Reza Sokhandan Árbitro assistente de vídeo: Massimiliano Irrati Árbitros assistentes de árbitro de vídeo: Mauro Vigliano Carlos Astroza Paolo Valeri |

### Brasil vs. Bélgica
| 6 de julho              | Brasil             | 1 – 2     | Bélgica                                | Arena Kazan, Cazã                          |
| 21:00 (UTC+3) Histórico | Renato Augusto 76' | Relatório | Fernandinho 13' (g.c.) · De Bruyne 31' | Público: 42 873 Árbitro: SRB Milorad Mažić |

| Brasil | Bélgica |

| G              | 1  | Alisson           |     |     |
| LD             | 22 | Fagner            | 90' |     |
| Z              | 2  | Thiago Silva      |     |     |
| Z              | 3  | Miranda           |     |     |
| LE             | 12 | Marcelo           |     |     |
| V              | 15 | Paulinho          |     | 73' |
| V              | 17 | Fernandinho       | 85' |     |
| A              | 19 | Willian           |     | 46' |
| A              | 11 | Philippe Coutinho |     |     |
| A              | 10 | Neymar            |     |     |
| A              | 9  | Gabriel Jesus     |     | 58' |
| Substituições: |    |                   |     |     |
| A              | 20 | Roberto Firmino   |     | 46' |
| A              | 7  | Douglas Costa     |     | 58' |
| M              | 8  | Renato Augusto    |     | 73' |
| Treinador:     |    |                   |     |     |
| Tite           |    |                   |     |     |

| G                | 1  | Thibaut Courtois  |     |     |
| Z                | 2  | Toby Alderweireld | 47' |     |
| Z                | 4  | Vincent Kompany   |     |     |
| Z                | 5  | Jan Vertonghen    |     |     |
| M                | 15 | Thomas Meunier    | 71' |     |
| V                | 8  | Marouane Fellaini |     |     |
| V                | 6  | Axel Witsel       |     |     |
| M                | 22 | Nacer Chadli      |     | 83' |
| A                | 7  | Kevin De Bruyne   |     |     |
| A                | 9  | Romelu Lukaku     |     | 87' |
| A                | 10 | Eden Hazard       |     |     |
| Substituições:   |    |                   |     |     |
| Z                | 3  | Thomas Vermaelen  |     | 83' |
| M                | 17 | Youri Tielemans   |     | 87' |
| Treinador:       |    |                   |     |     |
| Roberto Martínez |    |                   |     |     |

| Homem do Jogo: Kevin De Bruyne Bandeirinhas: Milovan Ristić Dalibor Đurđević Quarto árbitro: Jair Marrufo Quinto árbitro: Corey Rockwell Árbitro assistente de vídeo: Daniele Orsato Árbitros assistentes de árbitro de vídeo: Paweł Gil Mark Borsch Felix Zwayer |

### Suécia vs. Inglaterra
| 7 de julho    | Suécia | 0 – 2     | Inglaterra             | Estádio de Samara, Samara                  |
| 18:00 (UTC+4) |        | Relatório | Maguire 30' · Dele 59' | Público: 39 991 Árbitro: NED Björn Kuipers |

| Suécia | Inglaterra |

| G              | 1  | Robin Olsen         |       |     |
| LD             | 16 | Emil Krafth         |       | 85' |
| Z              | 3  | Victor Lindelöf     |       |     |
| Z              | 4  | Andreas Granqvist   |       |     |
| LE             | 6  | Ludwig Augustinsson |       |     |
| M              | 17 | Viktor Claesson     |       |     |
| V              | 7  | Sebastian Larsson   | 90+4' |     |
| V              | 8  | Albin Ekdal         |       |     |
| M              | 10 | Emil Forsberg       |       | 65' |
| A              | 9  | Marcus Berg         |       |     |
| A              | 20 | Ola Toivonen        |       | 65' |
| Substituições: |    |                     |       |     |
| A              | 11 | John Guidetti       | 87'   | 65' |
| LE             | 5  | Martin Olsson       |       | 65' |
| Z              | 18 | Pontus Jansson      |       | 85' |
| Treinador:     |    |                     |       |     |
| Jan Andersson  |    |                     |       |     |

| G                | 1  | Jordan Pickford  |     |       |
| Z                | 2  | Kyle Walker      |     |       |
| Z                | 5  | John Stones      |     |       |
| Z                | 6  | Harry Maguire    | 87' |       |
| M                | 8  | Jordan Henderson |     | 85'   |
| V                | 20 | Dele Alli        |     | 77'   |
| V                | 7  | Jesse Lingard    |     |       |
| M                | 12 | Kieran Trippier  |     |       |
| M                | 18 | Ashley Young     |     |       |
| A                | 10 | Raheem Sterling  |     | 90+1' |
| A                | 9  | Harry Kane       |     |       |
| Substituições:   |    |                  |     |       |
| V                | 17 | Fabian Delph     |     | 77'   |
| M                | 4  | Eric Dier        |     | 85'   |
| A                | 19 | Marcus Rashford  |     | 90+1' |
| Treinador:       |    |                  |     |       |
| Gareth Southgate |    |                  |     |       |

| Homem do Jogo: Jordan Pickford Bandeirinhas: Sander van Roekel Erwin Zeinstra Quarto árbitro: Antonio Mateu Lahoz Quinto árbitro: Pau Cebrián Devís Árbitro assistente de vídeo: Danny Makkelie Árbitros assistentes de árbitro de vídeo: Bastian Dankert Carlos Astroza Felix Zwayer |

### Rússia vs. Croácia
| 7 de julho    | Rússia                               | 2 – 2 (pro) | Croácia                  | Estádio Olímpico de Fisht, Sóchi                |
| 21:00 (UTC+3) | Cheryshev 31' · Mário Fernandes 115' | Relatório   | Kramarić 39' · Vida 101' | Público: 44 287 Árbitro: BRA Sandro Meira Ricci |

|                                                      |       | Penalidades                          |  |
| Smolov Dzagoyev Mário Fernandes Ignashevich Kuzyayev | 3 – 4 | Brozović Kovačić Modrić Vida Rakitić |  |

| Rússia | Croácia |

| G                    | 1  | Igor Akinfeev      |      |      |
| LD                   | 2  | Mário Fernandes    |      |      |
| Z                    | 3  | Ilya Kutepov       |      |      |
| Z                    | 4  | Sergey Ignashevich |      |      |
| LE                   | 13 | Fyodor Kudryashov  |      |      |
| V                    | 11 | Roman Zobnin       |      |      |
| V                    | 7  | Daler Kuzyayev     |      |      |
| M                    | 19 | Aleksandr Samedov  |      | 54'  |
| M                    | 17 | Aleksandr Golovin  |      | 102' |
| M                    | 6  | Denis Cheryshev    |      | 67'  |
| A                    | 22 | Artem Dzyuba       |      | 79'  |
| Substituições:       |    |                    |      |      |
| M                    | 21 | Aleksandr Erokhin  |      | 54'  |
| A                    | 10 | Fyodor Smolov      |      | 67'  |
| M                    | 8  | Yury Gazinsky      | 109' | 79'  |
| M                    | 9  | Alan Dzagoyev      |      | 102' |
| Treinador:           |    |                    |      |      |
| Stanislav Cherchesov |    |                    |      |      |

| G              | 23 | Danijel Subašić  |      |     |
| LD             | 2  | Šime Vrsaljko    |      | 97' |
| Z              | 6  | Dejan Lovren     | 35'  |     |
| Z              | 21 | Domagoj Vida     | 101' |     |
| LE             | 3  | Ivan Strinić     | 38'  | 74' |
| V              | 7  | Ivan Rakitić     |      |     |
| V              | 10 | Luka Modrić      |      |     |
| M              | 18 | Ante Rebić       |      |     |
| M              | 9  | Andrej Kramarić  |      | 88' |
| M              | 4  | Ivan Perišić     |      | 63' |
| A              | 17 | Mario Mandžukić  |      |     |
| Substituições: |    |                  |      |     |
| M              | 11 | Marcelo Brozović |      | 63' |
| LE             | 22 | Josip Pivarić    | 114' | 74' |
| M              | 8  | Mateo Kovačić    |      | 88' |
| Z              | 5  | Vedran Ćorluka   |      | 97' |
| Treinador:     |    |                  |      |     |
| Zlatko Dalić   |    |                  |      |     |

| Homem do Jogo: Luka Modrić Bandeirinhas: Emerson de Carvalho Marcelo Van Gasse Quarto árbitro: Janny Sikazwe Quinto árbitro: Jerson Dos Santos Árbitro assistente de vídeo: Massimiliano Irrati Árbitros assistentes de árbitro de vídeo: Wilton Pereira Sampaio Roberto Díaz Pérez Paolo Valeri |

## Semifinais

### França vs. Bélgica
| 10 de julho   | França     | 1 – 0     | Bélgica | Estádio Krestovsky, São Petersburgo       |
| 21:00 (UTC+3) | Umtiti 51' | Relatório |         | Público: 64 286 Árbitro: URU Andrés Cunha |

| França | Bélgica |

| G                | 1  | Hugo Lloris       |       |     |
| LD               | 2  | Benjamin Pavard   |       |     |
| Z                | 4  | Raphaël Varane    |       |     |
| Z                | 5  | Samuel Umtiti     |       |     |
| LE               | 21 | Lucas Hernández   |       |     |
| V                | 6  | Paul Pogba        |       |     |
| V                | 13 | N'Golo Kanté      | 87'   |     |
| A                | 10 | Kylian Mbappé     | 90+3' |     |
| A                | 7  | Antoine Griezmann |       |     |
| A                | 14 | Blaise Matuidi    |       | 86' |
| A                | 9  | Olivier Giroud    |       | 85' |
| Substituições:   |    |                   |       |     |
| M                | 15 | Steven Nzonzi     |       | 85' |
| M                | 12 | Corentin Tolisso  |       | 86' |
| Treinador:       |    |                   |       |     |
| Didier Deschamps |    |                   |       |     |

| G                | 1  | Thibaut Courtois  |       |       |
| Z                | 2  | Toby Alderweireld | 71'   |       |
| Z                | 4  | Vincent Kompany   |       |       |
| Z                | 5  | Jan Vertonghen    | 90+4' |       |
| M                | 6  | Axel Witsel       |       |       |
| V                | 19 | Mousa Dembélé     |       | 60'   |
| V                | 8  | Marouane Fellaini |       | 80'   |
| M                | 22 | Nacer Chadli      |       | 90+1' |
| M                | 7  | Kevin De Bruyne   |       |       |
| A                | 9  | Romelu Lukaku     |       |       |
| A                | 10 | Eden Hazard       | 63'   |       |
| Substituições:   |    |                   |       |       |
| A                | 14 | Dries Mertens     |       | 60'   |
| M                | 11 | Yannick Carrasco  |       | 80'   |
| A                | 21 | Michy Batshuayi   |       | 90+1' |
| Treinador:       |    |                   |       |       |
| Roberto Martínez |    |                   |       |       |

| Homem do Jogo: Samuel Umtiti Bandeirinhas: Nicolás Tarán Mauricio Espinosa Quarto árbitro: César Ramos Quinto árbitro: Marvin Torrentera Árbitro assistente de vídeo: Massimiliano Irrati Árbitros assistentes de árbitro de vídeo: Mauro Vigliano Roberto Díaz Pérez Paolo Valeri |

### Croácia vs. Inglaterra
| 11 de julho   | Croácia                      | 2 – 1 (pro) | Inglaterra  | Estádio Lujniki, Moscou                   |
| 21:00 (UTC+3) | Perišić 68' · Mandžukić 109' | Relatório   | Trippier 5' | Público: 78 011 Árbitro: TUR Cüneyt Çakır |

| Croácia | Inglaterra |

| G              | 23 | Danijel Subašić  |     |      |
| LD             | 2  | Šime Vrsaljko    |     |      |
| Z              | 6  | Dejan Lovren     |     |      |
| Z              | 21 | Domagoj Vida     |     |      |
| LE             | 3  | Ivan Strinić     |     | 95'  |
| V              | 7  | Ivan Rakitić     |     |      |
| V              | 11 | Marcelo Brozović |     |      |
| M              | 18 | Ante Rebić       | 96' | 101' |
| M              | 10 | Luka Modrić      |     | 119' |
| M              | 4  | Ivan Perišić     |     |      |
| A              | 17 | Mario Mandžukić  | 48' | 115' |
| Substituições: |    |                  |     |      |
| Z              | 22 | Josip Pivarić    |     | 95'  |
| A              | 9  | Andrej Kramarić  |     | 101' |
| Z              | 5  | Vedran Ćorluka   |     | 115' |
| M              | 19 | Milan Badelj     |     | 119' |
| Treinador:     |    |                  |     |      |
| Zlatko Dalić   |    |                  |     |      |

| G                | 1  | Jordan Pickford  |     |      |
| Z                | 2  | Kyle Walker      | 54' | 112' |
| Z                | 6  | Harry Maguire    |     |      |
| Z                | 5  | John Stones      |     |      |
| M                | 8  | Jordan Henderson |     | 97'  |
| M                | 20 | Dele Alli        |     |      |
| M                | 7  | Jesse Lingard    |     |      |
| M                | 12 | Kieran Trippier  |     |      |
| M                | 18 | Ashley Young     |     | 91'  |
| A                | 10 | Raheem Sterling  |     | 74'  |
| A                | 9  | Harry Kane       |     |      |
| Substituições:   |    |                  |     |      |
| A                | 19 | Marcus Rashford  |     | 74'  |
| LE               | 3  | Danny Rose       |     | 91'  |
| V                | 4  | Eric Dier        |     | 97'  |
| A                | 11 | Jamie Vardy      |     | 112' |
| Treinador:       |    |                  |     |      |
| Gareth Southgate |    |                  |     |      |

| Homem do Jogo: Ivan Perišić Bandeirinhas: Bahattin Durán Tarik Ongun Quarto árbitro: Björn Kuipers Quinto árbitro: Marvin Torrentera Árbitro assistente de vídeo: Danny Makkelie Árbitros assistentes de árbitro de vídeo: Carlos Astroza Bastian Dankert Felix Zwayer |

## Disputa pelo terceiro lugar
| 14 de julho   | Bélgica                    | 2 – 0     | Inglaterra | Estádio Krestovsky, São Petersburgo          |
| 17:00 (UTC+3) | Meunier 4' · E. Hazard 82' | Relatório |            | Público: 64 406 Árbitro: IRN Alireza Faghani |

| Bélgica | Inglaterra |

| G                | 1  | Thibaut Courtois  |  |     |
| Z                | 2  | Toby Alderweireld |  |     |
| Z                | 4  | Vincent Kompany   |  |     |
| Z                | 5  | Jan Vertonghen    |  |     |
| M                | 15 | Thomas Meunier    |  |     |
| V                | 7  | Kevin De Bruyne   |  |     |
| V                | 6  | Axel Witsel 90+3' |  |     |
| M                | 22 | Nacer Chadli      |  | 39' |
| A                | 17 | Youri Tielemans   |  | 78' |
| A                | 9  | Romelu Lukaku     |  | 60' |
| A                | 10 | Eden Hazard       |  |     |
| Substituições:   |    |                   |  |     |
| M                | 3  | Marouane Fellaini |  | 39' |
| M                | 4  | Mertens           |  | 60' |
| M                | 19 | Dembélé           |  | 78' |
| Treinador:       |    |                   |  |     |
| Roberto Martínez |    |                   |  |     |

| G                | 1  | Jordan Pickford |  |     |
| Z                | 4  | Eric Dier       |  |     |
| Z                | 6  | Harry Maguire   |  | 76' |
| Z                | 5  | John Stones     |  | 52' |
| M                | 16 | Phil Jones      |  |     |
| LE               | 3  | Danny Rose      |  | 46' |
| M                | 17 | Fabian Delph    |  |     |
| M                | 12 | Kieran Trippier |  |     |
| M                | 21 | Loftus-Cheek    |  | 84' |
| A                | 10 | Raheem Sterling |  | 46' |
| A                | 9  | Harry Kane      |  |     |
| Substituições:   |    |                 |  |     |
| A                | 19 | Marcus Rashford |  | 46' |
| M                | 7  | Jesse Lingard   |  | 46' |
| M                | 20 | Dele Alli       |  | 84' |
| Treinador:       |    |                 |  |     |
| Gareth Southgate |    |                 |  |     |

| Homem do Jogo: Eden Hazard Bandeirinhas: Reza Sokhandan Mohammadreza Mansouri Quarto árbitro: Malang Diedhiou Quinto árbitro: Marvin Torrentera Árbitro assistente de vídeo: Mark Geiger Árbitros assistentes de árbitro de vídeo: Joe Fletcher Bastian Dankert Paolo Valeri |

## Final
| 15 de julho   | França                                                              | 4 – 2     | Croácia                     | Estádio Lujniki, Moscou                    |
| 18:00 (UTC+3) | Mandžukić 18' (g.c.) · Griezmann 38' (pen) · Pogba 59' · Mbappé 65' | Relatório | Perišić 28' · Mandžukić 69' | Público: 78 011 Árbitro: ARG Néstor Pitana |

| França | Croácia |